# Erotolepsiinae
La sottofamiglia degli Erotolepsiinae Bouček, 1988, è un piccolo raggruppamento di insetti della famiglia degli Pteromalidi (Hymenoptera Chalcidoidea).
Questa sottofamiglia si suddivide in 4 generi, ciascuno composto da una sola specie:
- Balrogia striata Hedqvist, 1977, presente in Brasile;
- Erotolepsia compacta Howard, 1894, presente in alcune isole dei Caraibi;
- Eunotopsia nikitini Bouček, 1988, presente in Australia;
- Papuopsia setosa Bouček, 1988, presente in Nuova Guinea.

La biologia di queste specie è sconosciuta.